# Gudmund Welinder
Nils Gudmund Welinder, född 20 november 1898 i Malmö, död 14 augusti 1947, var en svensk jurist.
Welinder, som var son till komminister Nils Johan Welinder och Adela Nelson, avlade studentexamen i Stockholm 1917 och juris kandidatexamen där 1922. Efter tingstjänstgöring blev han tillförordnad fiskal i Svea hovrätt 1926, assessor 1932, tillförordnad revisionssekreterare 1935, borgmästare i Umeå stad 1936 och häradshövding i Västerbottens mellersta domsaga 1938. Han var ledamot av 1932 års ecklesiastika boställssakkunniga 1932–1933, ordförande i Svenska Handelsbankens avdelningsstyrelse 1938 och i styrelsen för Umeå tumningsförening 1941.